# Ялинівка (Оліївська сільська громада)
Ялинівка (колишня назва слобода Іванівська , хутір Івановичський) - село в Україні, у Житомирському районі Житомирської області. Входить до складу Оліївської сільської громади.

## Загальний опис
Село Ялинівка розташована за 7 км від села Вільськ, за 23 км від Житомира і за 21 км від селища Черняхів. До 2020 року село було підпорядковане Вільській сільській Раді.
Зі слів старожителя Мечислава Мар'яновича Гересняка, село звалося Щербинські Корчми, пізніше — в хутір Щербинський. Поселення відносилося до Пулинського району Волинської губернії.
7 жовтня 1846 року Тарас Григорович Шевченко відбув із Житомира на Новоград-Волинський. Його шлях проліг по колишній вулиці Вільській (нині пр. Перемоги [коли?]) міста Житомира на села: Кам'янку, Вільськ, Дідушанку (нині Перемога [коли?]), Ялинівку. Відразу ж за селом Перемога у напрямку до Ялинівки, з правого боку, була діброва. Звичайно, усе це з часом змінилося, але є галявина, що простяглася по пологій похилості, і дерева, що частково збереглися. На цій галявині відпочивав поет.
1906 року в селі було 4 двори і проживало 33 жителі.
В 1917 році село входить до складу Української Народної Республіки.
Внаслідок поразки Перших визвольних змагань село надовго окуповане більшовицькими загарбниками.
В 1927 році нараховувалося — 26 дворів, проживав 121 житель, було 351,75 га землі.
В 1932–1933 селяни пережили сталінський геноцид.
Приблизно в 1935 році був організований колгосп ім. Фрунзе. Колгоспники займалися землеробством, вирощували картоплю, льон, зернові, хміль.
У складі військових формувань, що брали участь у Другій Світовій війні на стороні СРСР, загинуло близько 30 жителів.
Роки йшли, здобутки зростали, завдяки сумлінній праці місцевих жителів. Не можна не згадати родину Вигівських, де було 5 синів і 2 дочки, Ніна і Євгенія, які лишилися сиротами невтомно працювали. Сільчани пам'ятають Степаниду Адамівну Вацьківську, Вікторію Свірчевську, Ольгу Адамівну Полх — на них, можна сказати, тримався колгосп.
Мальовничий хутір Щербинський 27.02.1961 перейменовано в село Ялинівка. Назва села Ялинівка мабуть пов'язана з тим, що в лісах навкруги села, ростуть розкішні ялини.
З 24 серпня 1991 року село входить до складу незалежної України.
На 2006 р. — нараховується 17 дворів, проживає — 31 житель.

## Населення

### Мова
Розподіл населення за рідною мовою за даними перепису 2001 року:
| Мова       | Кількість | Відсоток |
| ---------- | --------- | -------- |
| українська | 51        | 100%     |

## Галерея

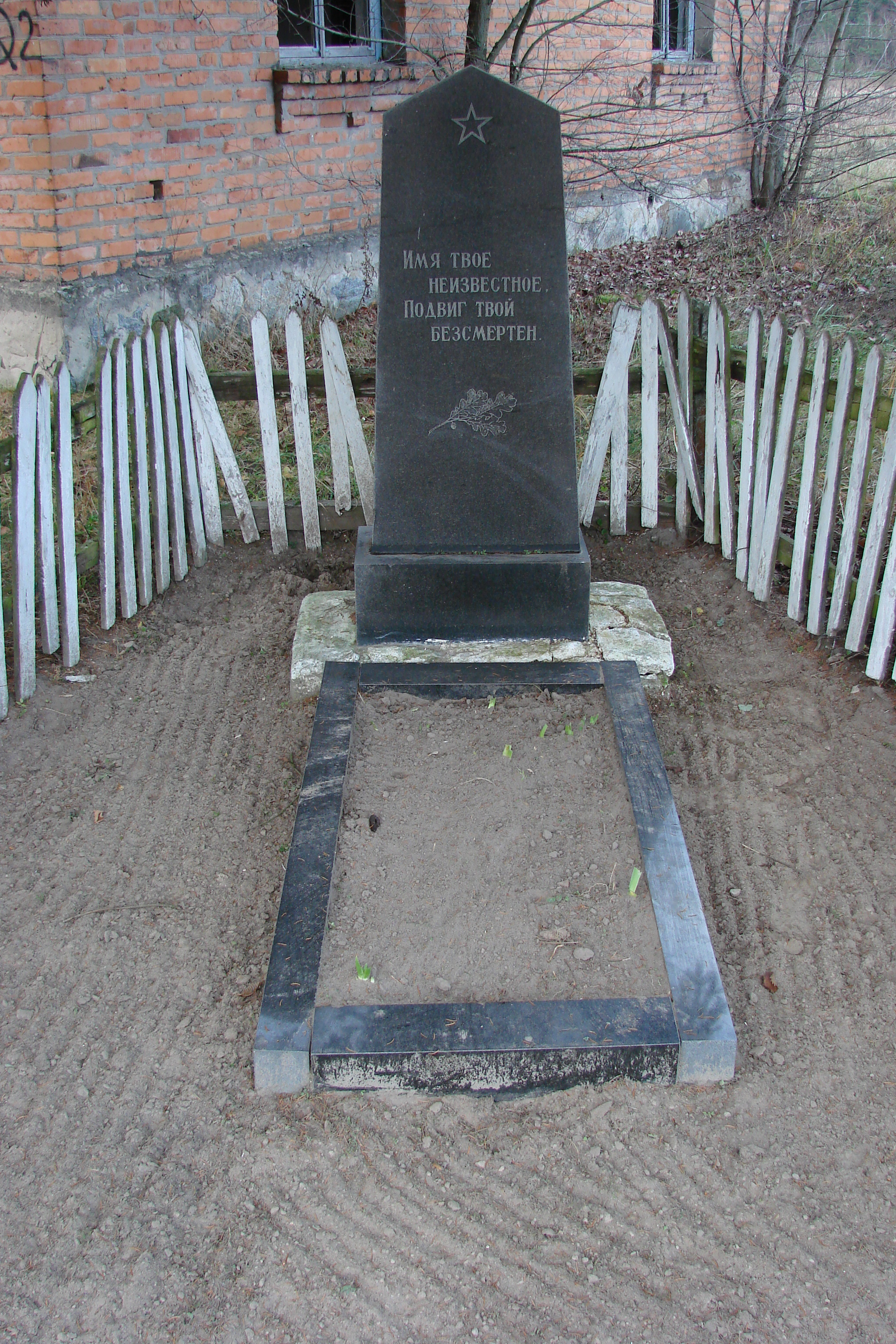
Братська могила радянських воїнів